# Hesselt van Dinter

Hesselt van Dinter is een uit Dinther afkomstig geslacht waarvan leden sinds 1816 tot de Nederlandse adel behoren.

## Geschiedenis
De stamreeks begint met Andries Jan Hessels die vermeld wordt in 1484 en wiens zoon Matthijs in 1543/1544 poorter werd van 's-Hertogenbosch als afkomstig uit Dinther, en de naam Hessels van Dinther voerde. Bij Koninklijk Besluit van 16 februari 1816 werden twee broers benoemd in de ridderschap van Limburg waarmee zij en hun nageslacht tot de Nederlandse adel gingen behoren.

## Enkele telgen
Jhr. Jacob Louis Hesselt van Dinter (1823-1896), burgemeester en secretaris van Pijnacker en Nootdorp
- Jhr. Johan Karel Hesselt van Dinter (1864-1936), burgemeester en secretaris van Pijnacker en Nootdorp